# كهوف هوتو وكمربند
كهوف هوتو وكمربند تعد من المواقع الأثرية التي تعود إلى عصور ما قبل التاريخ في إيران، يقع كل منهما على بعد 100 م (330 قدم) متباعدين، في منحدر على سفوح البرز في قرية تروجين (تسمى حالياً شهيد آباد)، 5 كـم (3.1 ميل) جنوب غرب بهشهر في محافظة مازندران.

## الحفريات
قاد الحفريات كارلتون كون في الفترة ما بين عامي 1949 و1957. يبلغ حجم كهف هوتو حوالي 30 م × 20 م (98.4 قدم × 65.6 قدم)، وجد في الموقع شظايا فخارية وأدوات حجرية ومواد يمكن تأريخها بالكربون المشع. أرخت 22 عينة ونسبت إلى ثماني ثقافات مختلفة. والتي من المفترض أن الحضارتين الأقدمين، اللتين كانتا موجودتين في حوالي 9,910 إلى 7,240 سنة قبل الميلاد، كانتا من صيادي الفقمة وأكلة فئران الحقل. واستشهد بعظام الكلب كمثال على تدجين الحيوانات المبكر بشكل استثنائي. يعود تاريخها إلى ما قبل العصر الحجري الحديث إلى حوالي 6120 سنة قبل الميلاد.
يتميز كهف كمربند بوجود ثلاثة هياكل عظمية بشرية اكتشفت هناك، التي يعود تاريخها إلى حوالي 9000 سنة قبل الميلاد. وتشمل الاكتشافات الأخرى شفرات الصوان وعظام الفظ والغزلان، مما يوفر معلومات قيمة عن التنمية البشرية من العصر الجليدي في منطقة مازندران.

## معرض الصور

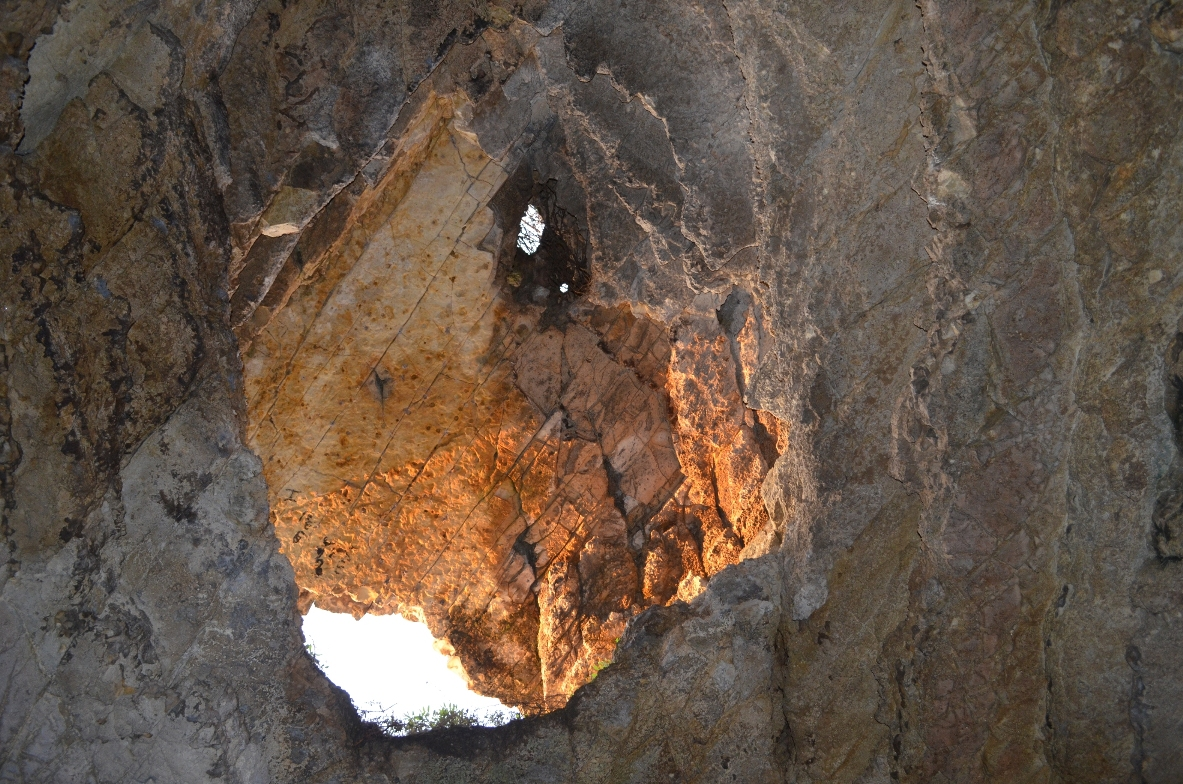
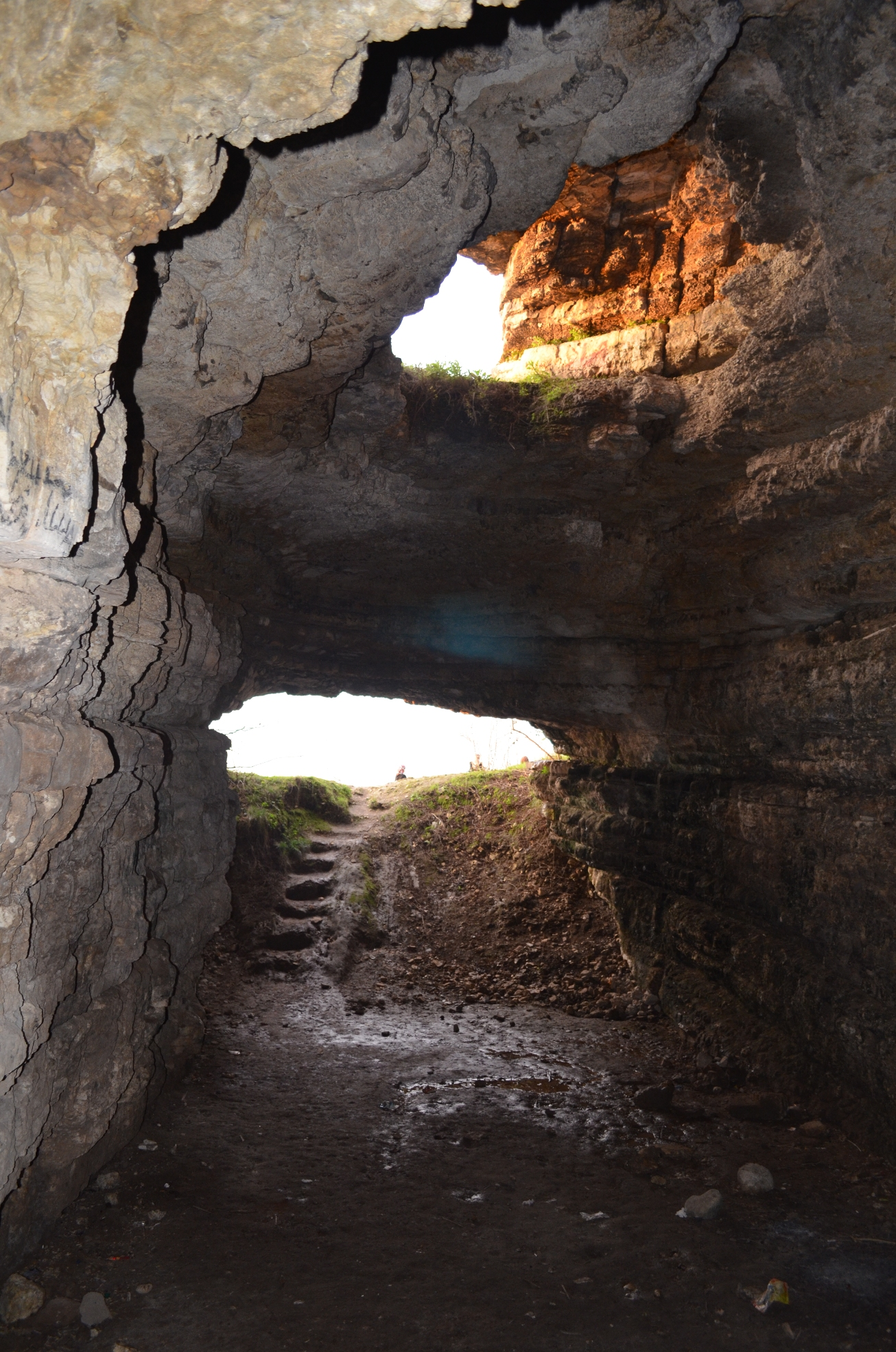
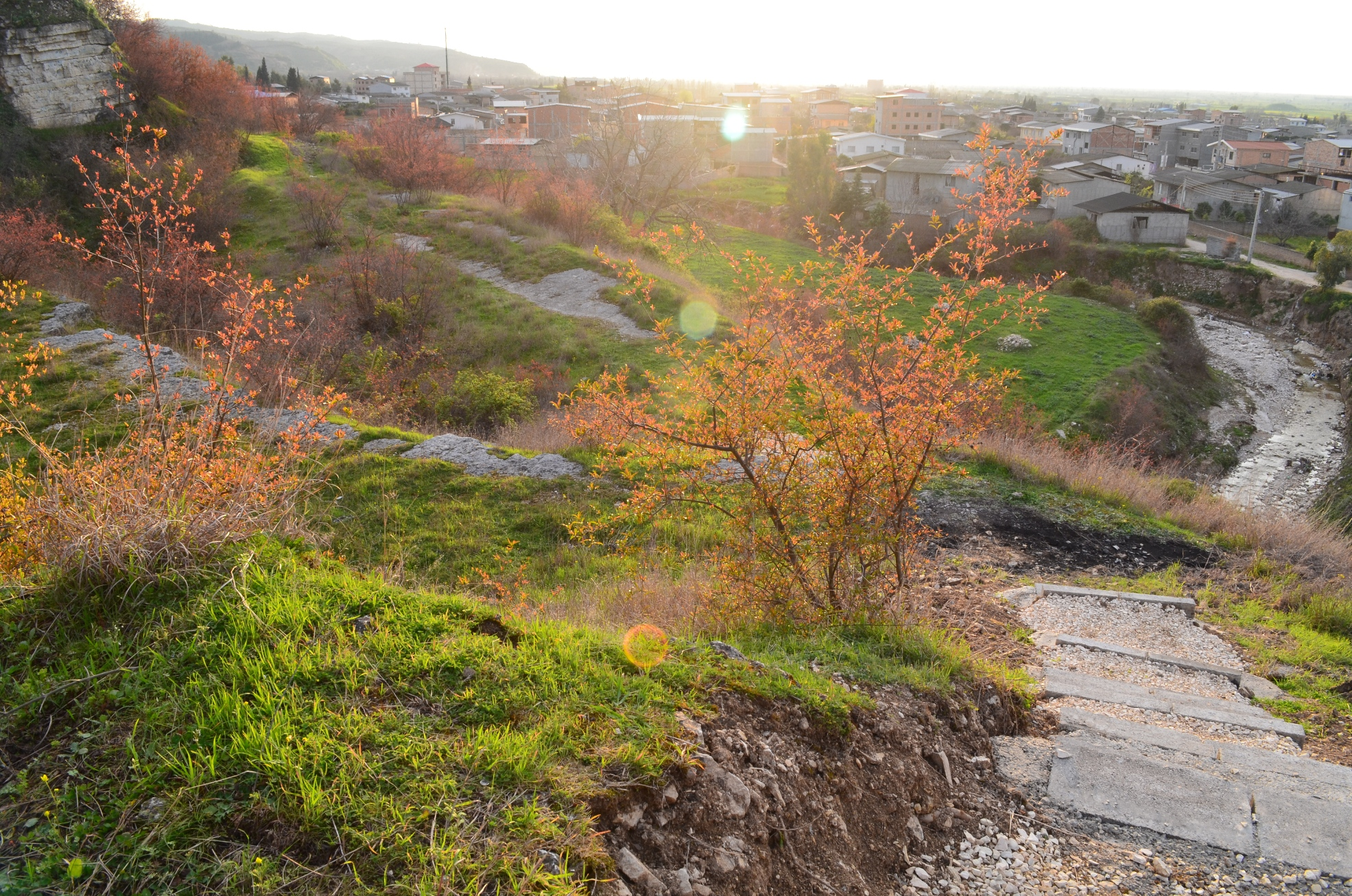
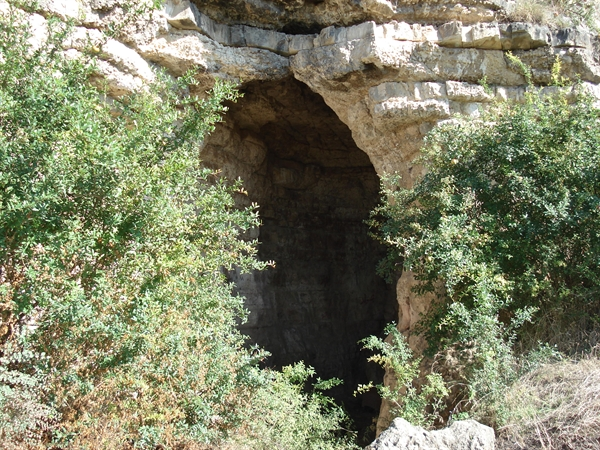

## دراسات
- سي إس كون، استكشافات الكهوف في إيران 1949 ، دراسات المتحف، متحف الجامعة، جامعة بنسلفانيا، فيلادلفيا، 1951.
- سي إس كون، "الحفريات في كهف هوتو، إيران، 1951: تقرير أولي"، وقائع الجمعية الفلسفية الأمريكية ؛ 96، 1952، ص. 231-69.
- سي إس كون، الكهوف السبعة: الاستكشافات الأثرية في الشرق الأوسط ، نيويورك، 1957.

## روابط خارجية
- صور للكهف